# Олганова къща
Олгановата къща (на гръцки: Αρχοντικό Ολγάνου) е историческа постройка в град Бер, Гърция.
Сградата е разположена в бившия еврейски квартал Барбута. Построена е в 1872 година за еврейски свещенослужител. Сградата е общинска собственост и в нея е настанено Културното дружество „Олганос“.